# Ligonipes
Ligonipes is een geslacht van spinnen uit de familie springspinnen (Salticidae).

## Soorten
De volgende soorten zijn bij het geslacht ingedeeld:
- Ligonipes flavipes Rainbow, 1920
- Ligonipes illustris Karsch, 1878
- Ligonipes lacertosus (Thorell, 1881)
- Ligonipes semitectus (Simon, 1900)
- Ligonipes similis (Hasselt, 1882)
- Ligonipes synageloides (Szombathy, 1915)